# Códice Tonalámatl de Aubin

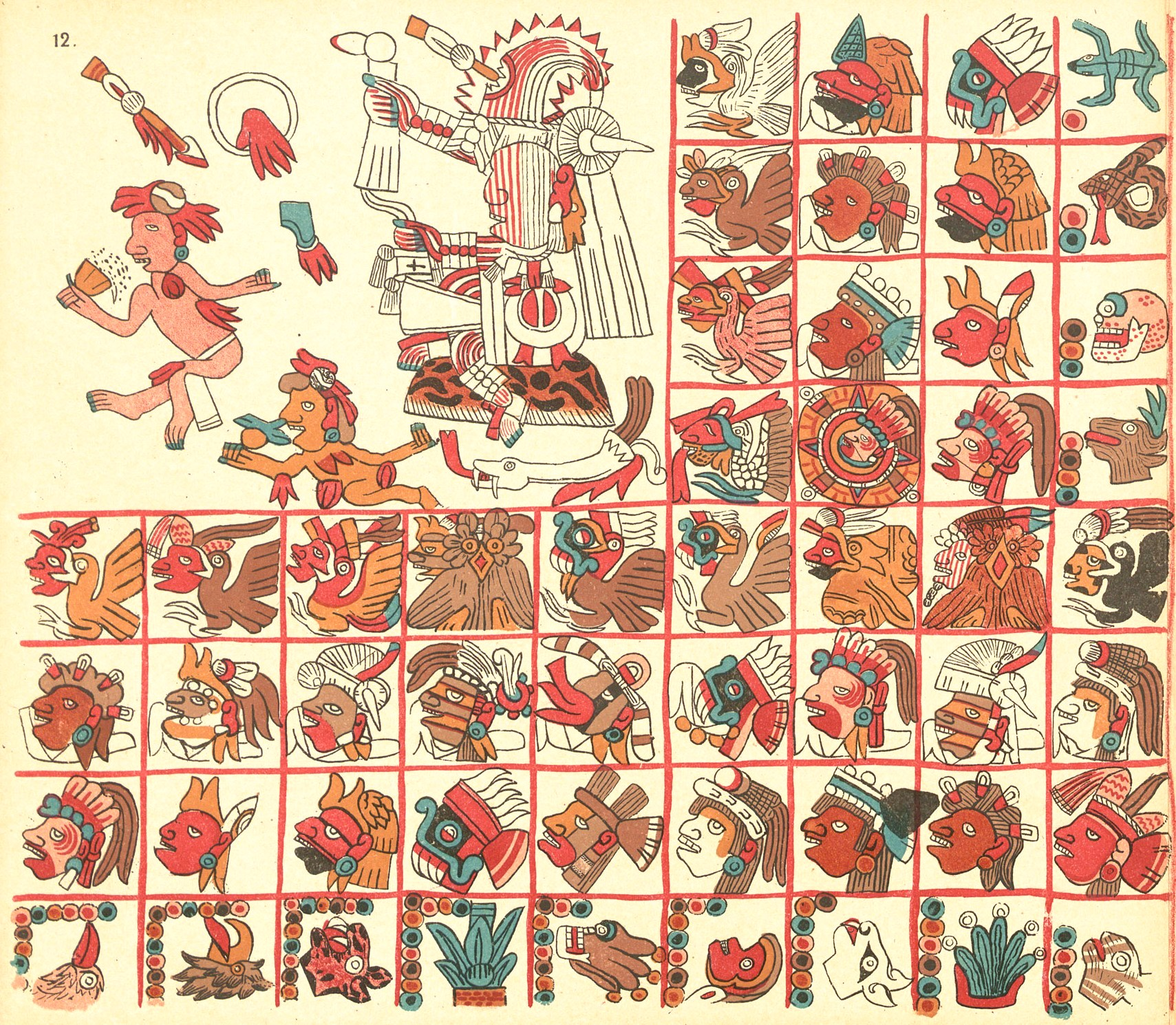
Página 12 del Códice Tonalámatl de Aubin.

El Códice Tonalámatl es un códice pictórico usado por los sacerdotes, magos y hechiceros mexicas como una guía o base de un ritual de adivinación. De origen nahua se cree que proviene de Tlaxcala. Tonalámatl, significa «Papel de los días»; Tonalli significa «día» y Ámatl «papel hecho de la corteza interior de los árboles».
El Tonalámatl, es un códice literario contiene mensajes análogos y lógicos como son los matemáticos. Ya que el manuscrito muestra la escritura interna del Tonalpohualli, «Que es el calendario religioso; consta de 260 días (tiempo de gestación del ser humano), mantiene la cuenta llamada “Xiuhpohualli” de 365.25 días referente al ciclo de la Tierra y finalmente una cuenta de cuatro “Tlalpillis” o atados de trece años que forman una cuenta de 52 años llamada “Xiuhmohpilli” que mide los ciclos de Venus», calendario ritual o lunar.

## Historia
En los años de 1702-1751 el Códice Tonalámatl de Aubin fue propiedad de Lorenzo Boturini Benaduci. Le fue confiscado cuando lo expulsaron de la Nueva España alrededor de 1740.
Al parecer el documento pasó por varias manos antes de que el americanista Joseph Marius Alexis Aubin lo robara para su colección  principios de 1800.
Jean-Frédéric Waldeck, lo compró por la suma de 2000 francos, el 24 de octubre de 1841. En 1889, Eugène Goupil, de origen franco-mexicano, adquirió la gran colección de manuscritos mesoamericanos de Joseph Marius Alexis Aubin, incluida esta obra. A su muerte su viuda la donó a la Biblioteca Nacional de Francia en 1898.
En 1982, el códice fue sustraído de la Biblioteca Nacional de Francia por el abogado José Luis Castañeda del Valle, quien tras fuerte polémica, fue dejado en libertad. Todo el proceso causó un distanciamiento entre los gobiernos de Francia y de México. Castañeda fue considerado un héroe nacional y fue liberado por las autoridades mexicanas. Desde entonces, el códice se encuentra en México confiado al Instituto Nacional de Antropología e Historia (INAH). En 2014, cuando se celebraron los 50 años del Museo Nacional de Antropología y los 75 del INAH se exhibió en la sala de Exposiciones temporales del Museo de Antropología, junto con otros documentos en la muestra Códices de México, memorias y saberes, misma que estuvo del 18 de septiembre de 2014 al 11 de enero de 2015
A pesar de las presiones francesas, las autoridades mexicanas se niegan a devolverlo, pero han llegado a acuerdos entre ambos países para que el códice sea exhibido en distintos museos de Europa.

## Características del códice
Compuesto sobre una tira de papel de amate de 4,95 m x 27 cm, plegada en forma de biombo.
La obra contiene un calendario religioso de 260 días, el Tonalpohualli, se utilizaba como un texto devocional diario y ritual para la celebración de festividades, estos días representan la gestación del hombre. A su vez el códice servía como base para las predicciones astrológicas de la carta natal. El tlacuilo dividió el papel en 1440 cuadrados, estos divididos en 20 folios que se conoce como regencia de trecena (13 días), estas llamadas también Cemilhuitlapohualiztli. En cada folio aparecen los signos de 13 tonaltin. Originalmente el códice tenía otros dos folios al principio, pero fueron extraviados.
Esto lo sabemos por una anotación en francés que especifica que el inicio actual es la tercera lámina original. La forma de lectura es de arriba hacia abajo y de derecha a izquierda.
Cada número del calendario integra los ciclos del hombre, la tierra y el cosmos en una matemática exacta.

## Interpretación
En Tenochtitlán cuando nacía un nuevo integrante en la comunidad era presentado ante el Tonalpouhque aquella persona que conocía el tiempo y las energías de cada día determinado.
El Tonalpouhque era un conocedor de los Amoxtin o libros sagrados, hoy llamados códices. En estos Amoxtin se plasmaban las energías y los acompañantes siderales, terrenales, diurnos y nocturnos que se manifiestan en la cuenta del tiempo. A este conjunto de elementos se les denomina Tonalamatl que es la cuenta de las energías sagradas de nacimiento.
Con base en el Tonalamátl el Tonalpouhque le asignaba el nombre al nuevo integrante. A los padres se les hablaba del destino y las habilidades que podía desarrollar por las energías que lo acompañaban desde su nacimiento.
Ellos creían que conociendo las energías sagradas del nacimiento también se les permitía conocer más de ellos mismos. Sabiendo con qué energías estaban conectados y cuales eran sus características de personalidad, las personas podían seguir evolucionando.